# Arturo Deliser
Arturo Deliser (ur. 24 kwietnia 1997 w Colón) – panamski lekkoatleta specjalizujący się w biegach sprinterskich.
W 2012 został dwukrotnym złotym medalistą mistrzostw Ameryki Południowej juniorów młodszych. Rok później sięgnął po srebro juniorskich mistrzostw Ameryki Południowej.
Rekordy życiowe:
- bieg na 100 metrów – 10,14 (6 maja 2022, Bogota)
- bieg na 200 metrów – 20,54 (9 czerwca 2024, Cochabamba)
- bieg na 60 metrów (hala) – 6,68 (20 lutego 2025, Cochabamba), rekord Panamy

## Osiągnięcia
| Rok  | Impreza                                            | Miejsce       | Konkurencja        | Pozycja    | Wynik  |
| ---- | -------------------------------------------------- | ------------- | ------------------ | ---------- | ------ |
| 2012 | Mistrzostwa Ameryki Południowej juniorów młodszych | Mendoza       | bieg na 100 metrów | 1. miejsce | 10,95  |
| 2012 | Mistrzostwa Ameryki Południowej juniorów młodszych | Mendoza       | bieg na 200 metrów | 1. miejsce | 21,31  |
| 2013 | Igrzyska Ameryki Środkowej                         | San José      | bieg na 200 metrów | 5. miejsce | 21,41w |
| 2013 | Mistrzostwa świata juniorów młodszych              | Donieck       | bieg na 200 metrów | półfinał   | DSQ    |
| 2013 | Mistrzostwa Ameryki Południowej juniorów           | Resistencia   | bieg na 200 metrów | 2. miejsce | 21,18  |
| 2014 | Mistrzostwa świata juniorów                        | Eugene        | bieg na 200 metrów | eliminacje | 22,11  |
| 2014 | Mistrzostwa ibero-amerykańskie                     | São Paulo     | bieg na 100 metrów | eliminacje | 10,77  |
| 2014 | Mistrzostwa Ameryki Południowej juniorów młodszych | Cali          | bieg na 100 metrów | 2. miejsce | 10,66  |
| 2014 | Mistrzostwa Ameryki Południowej juniorów młodszych | Cali          | bieg na 200 metrów | 1. miejsce | 21,11  |
| 2015 | Mistrzostwa Ameryki Południowej juniorów           | Cuenca        | bieg na 100 metrów | 3. miejsce | 10,49  |
| 2015 | Mistrzostwa Ameryki Południowej juniorów           | Cuenca        | bieg na 200 metrów | 1. miejsce | 20,86  |
| 2015 | Mistrzostwa Ameryki Południowej                    | Lima          | bieg na 200 metrów | 3. miejsce | 21,25  |
| 2015 | Mistrzostwa panamerykańskie juniorów               | Edmonton      | bieg na 200 metrów | 6. miejsce | 21,04  |
| 2016 | Mistrzostwa Ameryki Środkowej                      | San Salvador  | bieg na 100 metrów | 1. miejsce | 10,49  |
| 2016 | Mistrzostwa Ameryki Środkowej                      | San Salvador  | bieg na 200 metrów | 1. miejsce | 21,15  |
| 2018 | Igrzyska Ameryki Środkowej i Karaibów              | Barranquilla  | bieg na 100 metrów | eliminacje | 10,86  |
| 2021 | Mistrzostwa Ameryki Środkowej                      | San José      | bieg na 100 metrów | 1. miejsce | 10,42  |
| 2022 | Igrzyska Ameryki Południowej                       | Asunción      | bieg na 100 metrów | eliminacje | 10,90  |
| 2022 | Igrzyska Ameryki Południowej                       | Asunción      | bieg na 200 metrów | 6. miejsce | 21,51  |
| 2023 | Igrzyska Ameryki Środkowej i Karaibów              | San Salvador  | bieg na 100 metrów | eliminacje | 10,88  |
| 2023 | Mistrzostwa Ameryki Południowej                    | São Paulo     | bieg na 200 metrów | eliminacje | 21,28  |
| 2023 | Igrzyska panamerykańskie                           | Santiago      | bieg na 100 metrów | eliminacje | 10,57  |
| 2024 | Mistrzostwa ibero-amerykańskie                     | Cuiabá        | bieg na 100 metrów | 6. miejsce | 10,36  |
| 2024 | Mistrzostwa Ameryki Środkowej                      | San Salvador  | bieg na 100 metrów | 1. miejsce | 10,48  |
| 2024 | Mistrzostwa Ameryki Środkowej                      | San Salvador  | bieg na 200 metrów | 1. miejsce | 21,14  |
| 2024 | Igrzyska olimpijskie                               | Paryż         | bieg na 100 metrów | eliminacje | 10,35  |
| 2025 | Halowe mistrzostwa Ameryki Południowej             | Cochabamba    | bieg na 60 metrów  | 8. miejsce | 6,76   |
| 2025 | Mistrzostwa Ameryki Południowej                    | Mar del Plata | bieg na 100 metrów | 4. miejsce | 10,20  |
| 2025 | Mistrzostwa Ameryki Południowej                    | Mar del Plata | bieg na 200 metrów | 3. miejsce | 20,67  |